# Близна (Орловская область)
Близна — деревня в Болховском районе Орловской области. Входит в состав Герасимовского сельского поселения. Население — 9 чел. (2010).

## География
Деревня находится в северной части Орловской области, в лесостепной зоне, в пределах центральной части Среднерусской возвышенности. Расположена на берегу реки Покой рядом с административным центром поселения — деревней Близненские Дворы.
Уличная сеть представлена одним объектом: Береговая улица.
Географическое положение: в километре от административного центра поселения — деревни Близненские Дворы, в 19 километрах от районного центра — города Болхов, в 72 километрах от областного центра — города Орёл и в 263 километрах от столицы — Москвы.
Часовой пояс
Деревня Близна, как и вся Орловская область, находится в часовой зоне МСК (московское время). Смещение применяемого времени относительно UTC составляет +3:00.
Климат близок к умеренно-холодному, количество осадков является значительным, с осадками даже в засушливый месяц. Среднегодовая норма осадков — 627 мм. Среднегодовая температура воздуха в Болховском районе — 5,1 °C.

## Население
Проживают (на 2017—2018 гг.) 9 жителей в пяти дворах, 2 чел. — от 30 до 50 лет, 2 чел. — от 50 до 60 лет и 5 чел. — старше 60 лет.
| 2010 |
| ---- |
| 9    |

Гендерный состав
По данным Всероссийской переписи населения 2010 года в гендерной структуре населения мужчины составляют 55,6% (5 чел.), а женщины — 44,4% (4 чел.).

## Инфраструктура
Нет данных.

## Транспорт
Просёлочные дороги.